# На буджакска вълна
На буджакска вълна (на руски: На буджакской волне) е телевизионно предаване за живота на българите в Молдова, което се излъчва по канал Молдова 1. Предаването стартира през 1986 г. Емисията на български език е към редакцията – Съдружество (Комунитате). Излъчва се 2 пъти месечно (първи и трети вторник) с времетраене 30 мин. Емисиите на български език се излъчват със субтитри на румънски. Тематичната насоченост на предаването е свързана със социално–културния живот на българите в страната.